# Сергеев, Юрий Дмитриевич (медик)
Юрий Дмитриевич Сергеев (род. 13 мая 1944 года) — советский и российский учёный, специалист в области медицинского права, член-корреспондент РАМН (2004), член-корреспондент РАН (2014).

## Биография
Родился 13 мая 1944 года.
В 1968 году — с отличием окончил лечебный факультет Донецкого медицинского института.
В 1973 году — получил высшее университетское юридическое образование (Ростовский государственный университет).
В 1971 году — защитил кандидатскую, а в 1988 году — докторскую диссертации по проблеме ненадлежащего оказания медицинской помощи и мерам её профилактики, по актуальной проблеме экспертизы и ответственности медицинских работников за профессиональные правонарушения.
В 2004 году — избран членом-корреспондентом РАМН.
В 2014 году — стал членом-корреспондентом РАН (в рамках присоединения РАМН и РАСХН к РАН).
Основатель и руководитель кафедры медицинского права в Первом МГМУ имени И. М. Сеченова (с 1995 года по настоящее время), профессор медицинского права факультета фундаментальной медицины МГУ (с 1996 года по настоящее время).

## Научная деятельность
Создатель российской научной школы медицинского права.
Автор более 370 научных работ, среди которых монографии, 21 учебник, руководства, учебные пособия.
Автор более 370 научных работ, 21 учебника, руководств, учебных пособий, в том числе первый учебник (1984 год) для студентов и первое учебное пособие «Юридические основы деятельности врача» (1988), несколько монографий.
Под его руководством защищено более 20 докторских и кандидатских диссертаций по медицине и праву.

### Научно-организационная деятельность
- президент созданной в 2000 году Национальной ассоциации медицинского права;
- первый (2000) и бессменный представитель России в Совете директоров Всемирной ассоциации медицинского права (WAML);
- вице-председатель (2006) Российского комитета по биоэтике при Комиссии Российской Федерации по делам ЮНЕСКО;
- президент (2008) Ассоциации медицинского права государств Восточной Европы (AMLSEE);
- президент-председатель Совета директоров (2009) Национального института медицинского права (НИМП);
- создатель и главный редактор федерального научно-практического журнала «Медицинское право» (2003).

## Награды
- Заслуженный юрист Российской Федерации (2001)[3]
- Медаль Ордена за заслуги перед отечеством 2 ст.